# Wikipedia Zero

Logoul Wikipediei Zero

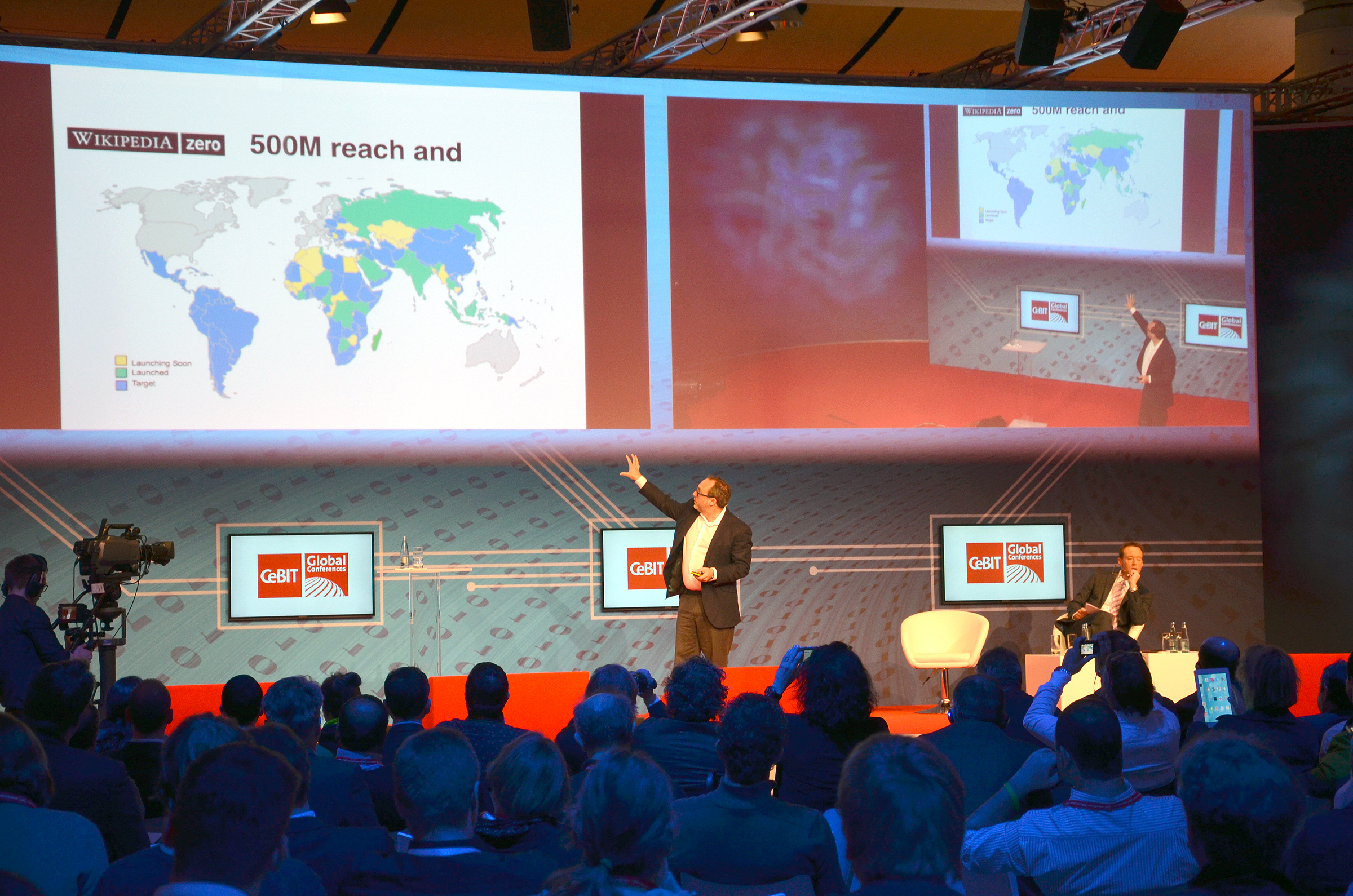
Jimmy Wales (în 2014) la conferințele CeBIT

Wikipedia Zero este un proiect al Fundației Wikimedia care constă în oferirea de acces gratuit la paginile Wikipediei accesate de pe telefoane mobile, în mod special pentru țările în curs de dezvoltare. Programul a fost lansat în 2012.
Prima lansare a proiectului Wikipedia Zero a avut loc în Malaezia în mai 2012. În octombrie 2012, proiectul a fost lansat în Tailanda și Africa de Sud cu sprijinul dtac și al companiei Saudi Telecom. În mai 2013 a fost lansat în Pakistan cu sprijinul Mobilink, iar în Iunie 2013 proiectul a demarat și în Sri Lanka cu sprijinul Dialog Axiata. În India, accesul gratuit la paginile Wikipediei este posibil prin intermediul operatorului de telefonie mobilă Aircel, iar din octombrie 2013, Iordania s-a alăturat listei de mai sus cu sprijinul Umniah.